# Isla Pucú
Isla Pucú (conocido anteriormente como, Ka'aguy Juru), es un distrito del Departamento de Cordillera, Paraguay ubicado a 11 km de Eusebio Ayala y a 16 km de Vapor Cué, en orillas del arroyo Yhaguy.

## Toponimia
En un principio la ciudad de Isla Pucú, constituía una compañía de la ciudad de Caraguatay y llevaba el nombre de Ka’aguy Juru o Ka’aguy Rokê, pues era la única entrada de un inmenso bosque para llegar a Caraguatay.
Durante la Guerra del 70, se libró una de las Batallas, para cubrir la retirada de nuestro ejército hacia Cerro Corá, denominada la Batalla de Ka’aguy Juru; librada el 18 de agosto de 1869.
La ciudad de Isla Pucú, logró su Independencia de la ciudad de Caraguatay al obtener su elevación a la categoría de distrito, el 17 de mayo de 1941.
Isla Pucú, está ubicada en el Tercer Departamento de la Cordillera a 84 km de la Capital, conectada a ésta, por una ruta asfaltada; Ramal de la Ruta 2 (Mariscal Estigarribia)Eusebio Ayala y Vapor Cué.

## Historia
El 17 de mayo de 1951, fue declarado como distrito. Fue una zona boscosa que sufrió las graves consecuencias de la deforestación, por lo que su nombre (traducido al español: boca del bosque), fue cambiado a Isla Pucú, ya que se convirtió en apenas una isla de árboles. Las tropas del Mariscal López, pasaron por este lugar el 17 de agosto de 1869 al mando del comandante Victoriano Bernal con los últimos soldados después de la batalla de Acosta Ñú.
El 18 de agosto de 1869, se libró la batalla de Ka’aguy Juru, actualmente Isla Pucú, donde alrededor de mil doscientos paraguayos estaban al mando de los coroneles Hermosa, Escobar y Bernal, con la misión de cubrir el paso de las tropas de López hacia Santaní. La batalla finalizó con las líneas paraguayas rotas, con doscientos muertos y varios oficiales paraguayos torturados y degollados.

## Clima
El clima en el departamento de la Cordillera es templado y seco. La temperatura media es de 22 °C, la máxima en verano 39 °C y la mínima en invierno, 2 °C.

## Economía
Los pobladores de Isla Pucú, en su mayoría, se dedican a la agricultura y ganadería, el principal producto de la zona es el cultivo del tabaco, mandioca (yuca), bananos, cítricos, algodón, maní, maíz, frijoles (poroto) y todo tipo de hortalizas de consumo familiar. También cuentan con pequeños negocios o almacenes, y pequeñas empresas de construcción compuestas por la misma familia.

## Cultura

### Religión
La fiesta patronal se celebra en el primer domingo del mes de octubre, en honor a la Virgen del Rosario, con una tradicional procesión de la imagen de la Virgen del Rosario por las calles de la ciudad al compás de una bandita con lanzamientos de bombas y petardos. También se celebra una fiesta social en donde debutan hermosas niñas de la sociedad y para terminar la tradicional Sortijeada, en donde los jinetes y amazonas muestran sus destrezas y habilidades todo al ritmo de una bandita o grupo musical.

### Deporte
Los pobladores pueden realizar actividades deportivas en las distintas canchas deportivas de los distintos clubes existentes, como por ejemplo, el Club Mariscal López, Club Spotivo Isla Pucú, Club Social y Deportivo Tuyuti, entre otros, distribuidos en las distintas compañías de la ciudad. Club 15 de Mayo (Caacupe-i), Club 16 de Agosto (Caacupe-i), Club 24 de junio (Arroyo Porâ), Club Cerro Corá (Aguaray), Club Costa Rica, Club 14 de Mayo (ambos de Pindoty), Club Cerro León (Villa San Juan).